# Бальдіссеро-Канавезе
Бальдіссеро-Канавезе (італ. Baldissero Canavese, п'єм. Bausser) — муніципалітет в Італії, у регіоні П'ємонт,  метрополійне місто Турин.
Бальдіссеро-Канавезе розташоване на відстані близько 550 км на північний захід від Рима, 40 км на північ від Турина.
Населення — 545 осіб (2014).
Щорічний фестиваль відбувається 11 листопада. Покровитель — святий Мартин.

## Демографія
Населення за роками:

Станом на 1 січня 2023 року в муніципалітеті офіційно проживало 28 іноземців з 8 країн, серед них 16 громадян країн Євросоюзу.

## Сусідні муніципалітети
- Кастелламонте
- Страмбінелло
- Торре-Канавезе
- Відракко
- Вістроріо